# Реконструкция (посёлок)
Реконструкция — посёлок в составе городского округа город Михайловка Волгоградской области.
Население — 1272 (2010)

## История
Основан в период коллективизации как центральная усадьба совхоза «Реконструкция». Согласно Списку населённых пунктов Калининского района по состоянию на 1 января 1945 года хутор относился к Троицкому сельсовету. Решением облисполкома от 16 мая 1957 года центральная усадьба совхоза «Реконструкция» была передана из Троицкого сельсовета в состав Мало-Медведевского сельсовета. Центр сельсовета из хутора Мало-Медведевского перенесён на центральную усадьбу совхоза «Реконструкция». Мало-Медведевский сельсовет переименован в Совхозный. В 1963 году Калининский район был упразднён, Совхозный сельсовет передан в состав Михайловского района.
В 2012 году посёлок был включён в состав городского округа город Михайловка

## География
Посёлок расположен в степи, в пределах Хопёрско-Бузулукской равнины, на восточном берегу пруда в балке Малый Караман. Высота центра населённого пункта около 150 метров над уровнем моря. Рельеф местности холмисто-равнинный. Почвы — чернозёмы южные.
По автомобильным дорогам расстояние до административного центра городского округа города Михайловки — 36 км, до областного центра города Волгограда — 220 км. Ближайшая железнодорожная станция Кумылга Приволжской железной дороги расположена на хуторе Троицкий (3 км к юго-западу)
Климат
Климат умеренный континентальный (согласно классификации климатов Кёппена — Dfa). Многолетняя норма осадков — 437 мм. Наибольшее количество осадков выпадает в июне — 51 мм, наименьшее в феврале — 24 мм. Среднегодовая температура положительная и составляет + 6,8 °С, средняя температура самого холодного месяца января −9,2 °С, самого жаркого месяца июля +22,0 °С
Часовой пояс
Реконструкция, как и вся Волгоградская область, находится в часовой зоне МСК (московское время). Смещение применяемого времени относительно UTC составляет +3:00.

## Население
Динамика численности населения по годам:
| 1987  | 2002 |
| ----- | ---- |
| ≈1300 | 1239 |

| 2010 |
| ---- |
| 1272 |